# Epiactis nordmanni
Epiactis nordmanni är en havsanemonart som beskrevs av Oscar Henrik Carlgren 1921. Epiactis nordmanni ingår i släktet Epiactis och familjen Actiniidae. Inga underarter finns listade i Catalogue of Life.